# 南川梅花草
南川梅花草（学名：Parnassia amoena），为卫矛科梅花草属下的一个植物种。